# Zdeněk Jílek (Pianist)
Zdeněk Jílek (* 7. Juni 1919 in Jihlava, Tschechoslowakei; † 28. April 1999 in Prag, Tschechien) war ein tschechischer Pianist und Musikpädagoge.

## Leben
Jílek studierte von 1934 bis 1939 am Konservatorium in Brünn im Hauptfach Klavier bei Jaroslav Kvapil. Er setzte seine Ausbildung privat bei Vilém Kurz fort und war von 1945 bis 1947 Meisterschüler von Ilona Štěpánová-Kurzová. 1946 gab er zehn Konzerte beim ersten Festival Prager Frühling. 1947 gewann er den Ersten Preis beim Internationalen Jugendfestival in Prag. Von 1949 bis 1951 war er Solopianist der Tschechischen Philharmonie. Sein Schwerpunkt lag auf der Interpretation der Musik von Komponisten des 20. Jahrhunderts wie Maurice Ravel, Igor Strawinsky, Sergej Rachmaninow, Leoš Janáček, Bohuslav Martinů, Pavel Bořkovec und Václav Dobiáš.
Ab 1951 unterrichtete Jílek an der Akademie der musischen Künste in Prag und hatte dort ab 1990 eine Professur inne. Zu seinen Schülern zählen u. a. Josef Picek, Tomáš Víšek, Zuzana Ambrošová, Jana Korbelová, Oriana Šenfeldová und Antonín Kubálek. Sein Bruder war der Tänzer und Choreograph Vlastimil Jílek.